# Bactrothrips hesperus
Bactrothrips hesperus är en insektsart som först beskrevs av Dudley Moulton 1907.  Bactrothrips hesperus ingår i släktet Bactrothrips och familjen rörtripsar. Inga underarter finns listade i Catalogue of Life.